# Заблудовский, Исидор Вениаминович
Израиль (Исидор) Вениаминович Заблудовский (30 июля 1850, Белосток, Гродненская губерния — 24 ноября 1906, Берлин) — российский врач и исследователь в сфере медицины. Большинство его публикаций посвящено массажу и лечебной гимнастике.

## Биография
Израиль Заблудовский родился в 1850 году в Белостоке Гродненской губернии. Его отец был богатым купцом, которому принадлежало несколько домов в городе, и он основал городскую хоральную синагогу и еврейскую больницу. В возрасте 12 лет он написал роман на иврите под названием «Ха-ялдут веха-шахарут» («Детство и взрослая жизнь»).
В 1869 году он был принят в военно-медицинскую академию в Петербурге, где в 1874 году получил степень доктора медицины. Через семь лет он был назначен врачом военного госпиталя на юге России. Во время Русско-турецкой войны Заблудовский служил главным врачом казачьего полка под Плевной и за свою работу получил второй чин ордена Святого Станислава.
Работая в полевом госпитале, Заблудовский заинтересовался техникой массажа, которой пользовался болгарский монах по имени Макарий. Он сделал массаж своей специальностью, и правительство России отправило его за границу для дальнейшего изучения. Побывав в Вене, Мюнхене, Париже, Амстердаме и Берлине, он в 1881 году вернулся в Петербург и был назначен главным врачом госпиталя Преображенского полка Императорской гвардии. Он проводил опыты на здоровых людях и опубликовал трактат о массаже в Военно-медицинском журнале (Санкт-Петербург, 1882).
В 1884 году Бергманн пригласил Заблудовского в Берлин, где он стал его клиническим ассистентом и опубликовал несколько эссе о массаже. Он также читал лекции по этому вопросу на медицинском конгрессе в Копенгагене в 1884 году. Он был автором многих статей о массаже, в том числе описания изобретённого им аппарата для лечения писчего спазма. В 1896 году он был назначен профессором массажа в Берлинском университете и занимал эту должность по крайней мере до 1905 года. В 1888 году он лечил императора Фридриха III.